# Erik Valnes
Erik Valnes (* 19. April 1996 in Tromsø) ist ein norwegischer Skilangläufer.

## Werdegang
Valnes wuchs in Sørreisa auf und startet für den Bardufoss og Omegn IF. Von 2013 bis 2016 nahm er an Juniorenrennen teil. In der Saison 2016/17 trat er vorwiegend im Skilanglauf-Scandinavian-Cup an. Nach zwei neunten Plätzen bei FIS-Rennen in Muonio und in Beitostølen und Platz fünf jeweils im Sprint in Gålå zu Beginn der Saison 2017/18, debütierte er Anfang Dezember 2017 im Weltcup in Lillehammer. Dabei holte er mit dem 27. Platz im Sprint seine ersten Weltcuppunkte. Im Januar 2018 kam er in Dresden mit dem 22. Platz im Sprint erneut in die Punkteränge und gewann bei den U23-Weltmeisterschaften in Goms die Goldmedaille im Sprint. Im Februar 2018 erreichte er in Trondheim mit dem zweiten Platz im Sprint seine erste Podestplatzierung im Scandinavian-Cup und errang zum Saisonende den zehnten Platz in der Gesamtwertung des Scandinavian-Cups. In der Saison 2018/19 errang er beim Scandinavian-Cup in Östersund und in Madona jeweils den dritten Platz im Sprint und den ersten Platz im Sprint in Vuokatti und erreichte damit den fünften Platz in der Gesamtwertung. Im Weltcup kam sie viermal unter den ersten Zehn und belegte zum Saisonende den 40. Platz im Gesamtweltcup und den 12. Rang im Sprintweltcup. Dabei lief er in Dresden auf den dritten Platz im Sprint und holte zusammen mit Sindre Bjørnestad Skar im Teamsprint seinen ersten Weltcupsieg. Bei den U23-Weltmeisterschaften 2019 in Lahti gewann er die Goldmedaille im Sprint. Im April 2019 wurde er Dritter beim Reistadløpet. Nach Platz 12 beim Ruka Triple zu Beginn der Saison 2019/20 siegte er in Planica zusammen mit Sindre Bjørnestad Skar im Teamsprint und belegte dort im Sprint den dritten Platz. Es folgte Platz drei im Sprint in Oberstdorf und Rang zwei im Sprint in Falun. Bei der Skitour 2020, die er auf dem 23. Platz beendete, kam er im Sprint in Trondheim auf den dritten Platz und erreichte abschließend den 12. Platz im Gesamtweltcup und den zweiten Rang im Sprintweltcup.
Zu Beginn der Saison 2020/21 holte Valnes beim Ruka Triple, den er auf dem 24. Platz beendete, im Sprint seinen ersten Weltcupeinzelsieg. Im weiteren Saisonverlauf wurde er in Trondheim norwegischer Meister über 10 km klassisch und gewann bei den Nordischen Skiweltmeisterschaften 2021 in Oberstdorf die Silbermedaille im Sprint und die Goldmedaille zusammen mit Johannes Høsflot Klæbo die Goldmedaille im Teamsprint. Nach Platz drei im Sprint in Ruka und Rang eins mit der Staffel in Lillehammer zu Beginn der Saison 2021/22, wurde er bei der Tour de Ski 2021/22 mit vier Top-Zehn-Platzierungen, darunter Platz zwei im Sprint in Oberstdorf, Achter in der Gesamtwertung. Beim Saisonhöhepunkt, den Olympischen Winterspielen 2022 in Peking, holte er zusammen mit Johannes Høsflot Klæbo die Goldmedaille im Teamsprint. Zudem errang er dort den 15. Platz über 15 km klassisch und den 11. Platz im Sprint. Die Saison beendete er auf dem siebten Platz im Sprintweltcup und auf dem fünften Rang im Gesamtweltcup. Zudem wurde er norwegischer Meister im Sprint.

## Erfolge

### Siege bei Weltcuprennen

#### Weltcupsiege im Einzel
| Nr. | Datum             | Ort     | Disziplin                   |
| --- | ----------------- | ------- | --------------------------- |
| 1.  | 24. November 2023 | Ruka    | 1,4 km Sprint klassisch     |
| 2.  | 19. Januar 2024   | Oberhof | 1,3 km Sprint klassisch     |
| 3.  | 20. Januar 2024   | Oberhof | 20 km klassisch Massenstart |
| 4.  | 1. Februar 2025   | Cogne   | 1,3 km Sprint klassisch     |

#### Etappensiege bei Weltcuprennen
| Nr. | Datum             | Ort           | Disziplin                   | Rennen              |
| --- | ----------------- | ------------- | --------------------------- | ------------------- |
| 1.  | 27. November 2020 | Ruka          | 1,4 km Sprint klassisch     | Nordic Opening 2020 |
| 2.  | 6. Januar 2024    | Val di Fiemme | 15 km klassisch Massenstart | Tour de Ski 2023/24 |

#### Weltcupsiege im Team
| Nr. | Datum             | Ort         | Disziplin                         |
| --- | ----------------- | ----------- | --------------------------------- |
| 1.  | 13. Januar 2019   | Dresden     | 6 × 1,6 km Teamsprint Freistil 1  |
| 2.  | 22. Dezember 2019 | Planica     | 6 × 1,2 km Teamsprint Freistil 1  |
| 3.  | 5. Dezember 2021  | Lillehammer | 4 × 7,5 km Staffel 2              |
| 4.  | 24. März 2023     | Lahti       | 6 × 1,5 km Teamsprint Freistil 3  |
| 5.  | 21. Januar 2024   | Oberhof     | 4 × 7,5 km Staffel 4              |
| 5.  | 31. Januar 2025   | Cogne       | 6 × 1,3 km Teamsprint klassisch 5 |

### Siege bei Continental-Cup-Rennen
| Nr. | Datum           | Ort      | Disziplin        | Serie            |
| --- | --------------- | -------- | ---------------- | ---------------- |
| 1.  | 4. Januar 2019  | Vuokatti | Sprint Freistil  | Scandinavian-Cup |
| 2.  | 14. Januar 2023 | Falun    | Sprint klassisch | Scandinavian-Cup |

## Teilnahmen an Weltmeisterschaften und Olympischen Winterspielen

### Olympische Spiele
- 2022 Peking: 1. Platz Teamsprint klassisch, 11. Platz Sprint Freistil, 15. Platz 15 km klassisch

### Nordische Skiweltmeisterschaften
- 2021 Oberstdorf: 1. Platz Teamsprint Freistil, 2. Platz Sprint klassisch
- 2023 Planica: 11. Platz Sprint klassisch
- 2025 Trondheim: 1. Platz Staffel, 1. Platz Teamsprint klassisch, 2. Platz 10 km klassisch

## Statistik

### Weltcup-Platzierungen
Die Tabelle zeigt die erreichten Platzierungen im Einzelnen.
- 1.–3. Platz: Anzahl der Podiumsplatzierungen
- Top 10: Anzahl der Platzierungen unter den ersten zehn
- Punkteränge: Anzahl der Platzierungen innerhalb der Punkteränge
- Starts: Anzahl gelaufener Rennen in der jeweiligen Disziplin
- Hinweis: Bei den Distanzrennen erfolgt die Einordnung gemäß FIS.

| Platzierung               | Distanzrennen a | Distanzrennen a | Distanzrennen a | Distanzrennen a | Distanzrennen a | Skiathlon Verfolgung | Sprint | Etappen- rennen b | Gesamt | Team   | Team    |
| Platzierung               | ≤ 5 km          | ≤ 10 km         | ≤ 15 km         | ≤ 30 km         | > 30 km         | Skiathlon Verfolgung | Sprint | Etappen- rennen b | Gesamt | Sprint | Staffel |
| ------------------------- | --------------- | --------------- | --------------- | --------------- | --------------- | -------------------- | ------ | ----------------- | ------ | ------ | ------- |
| 1. Platz                  |                 |                 | 1               | 1               |                 |                      | 4      |                   | 6      | 4      | 2       |
| 2. Platz                  |                 | 1               | 1               |                 |                 | 1                    | 8      |                   | 11     |        |         |
| 3. Platz                  |                 | 2               |                 |                 |                 |                      | 9      |                   | 11     |        |         |
| Top 10                    |                 | 8               | 5               | 4               |                 | 6                    | 46     | 3                 | 72     | 4      | 4       |
| Punkteränge               |                 | 11              | 11              | 7               | 2               | 10                   | 56     | 6                 | 103    | 5      | 4       |
| Starts                    |                 | 12              | 15              | 9               | 4               | 12                   | 57     | 6                 | 115    | 5      | 4       |
| Stand: Saisonende 2024/25 |                 |                 |                 |                 |                 |                      |        |                   |        |        |         |

### Weltcup-Wertungen
| Saison  | Gesamt | Gesamt | Distanz | Distanz | Sprint | Sprint |
| Saison  | Punkte | Platz  | Punkte  | Platz   | Punkte | Platz  |
| ------- | ------ | ------ | ------- | ------- | ------ | ------ |
| 2017/18 | 13     | 120.   | -       | -       | 13     | 66.    |
| 2018/19 | 177    | 40.    | -       | -       | 177    | 12.    |
| 2019/20 | 579    | 12.    | 106     | 33.     | 405    | 2.     |
| 2020/21 | 163    | 38.    | 59      | 46.     | 90     | 17.    |
| 2021/22 | 559    | 5.     | 161     | 21.     | 270    | 7.     |
| 2022/23 | 967    | 10.    | 246     | 36.     | 721    | 8.     |
| 2023/24 | 2106   | 3.     | 877     | 9.      | 1004   | 2.     |
| 2024/25 | 1530   | 3.     | 486     | 17.     | 828    | 2.     |